# 足尾銅山
36°38′0″N 139°26′23″E / 36.63333°N 139.43972°E

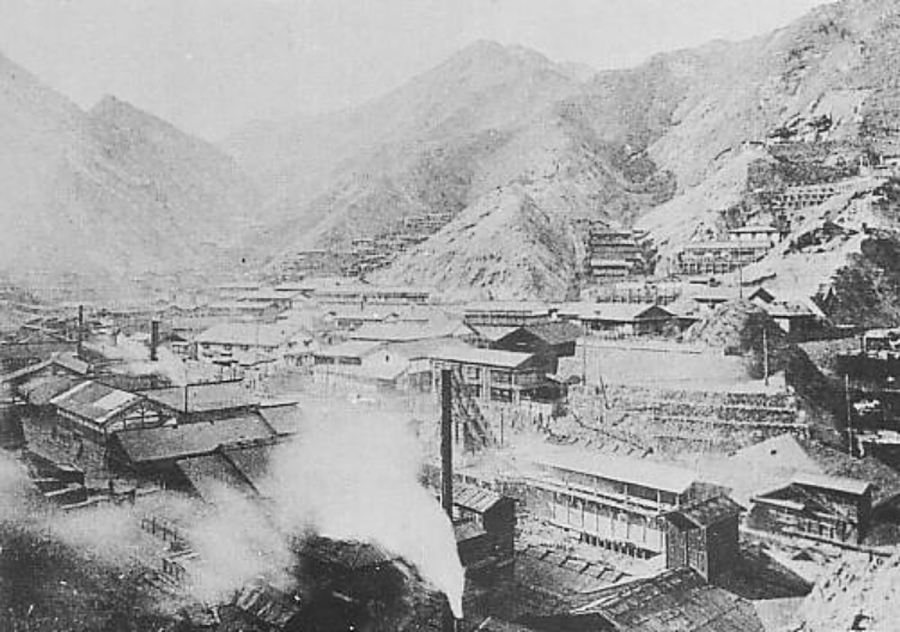
1895年

足尾銅山是曾經存在於日本栃木縣日光市足尾町的銅山。1880年，由於人們開採該銅山，結果造成生態災難。1907年，當地又出現騷亂。1973年關閉。